# أي بي إس-سي بي إن
أي بي إس-سي بي إن (بالإنجليزية: ABS-CBN Corporation)‏ مجموعة إعلامية وترفيهية فليبينية مقرّها مدينة كويزون. وهي أكبر تكتل للترفيه والإعلام في الفلبين من حيث الإيرادات والإيرادات التشغيلية وصافي الدخل والأصول والأسهم والقيمة السوقية وعدد الموظفين.